# همبازی‌ها
همبازی‌ها (انگلیسی: Playmates) یک فیلم کمدی صامت کوتاه به کارگردانی چارلی چیس است که در سال ۱۹۱۸ منتشر شد. از بازیگران این فیلم می‌توان به اولیور هاردی، بیلی وست، فی هولدرنس، اتل برتون، میرتل لیند و باد راس اشاره کرد.